# Religion en Slovénie

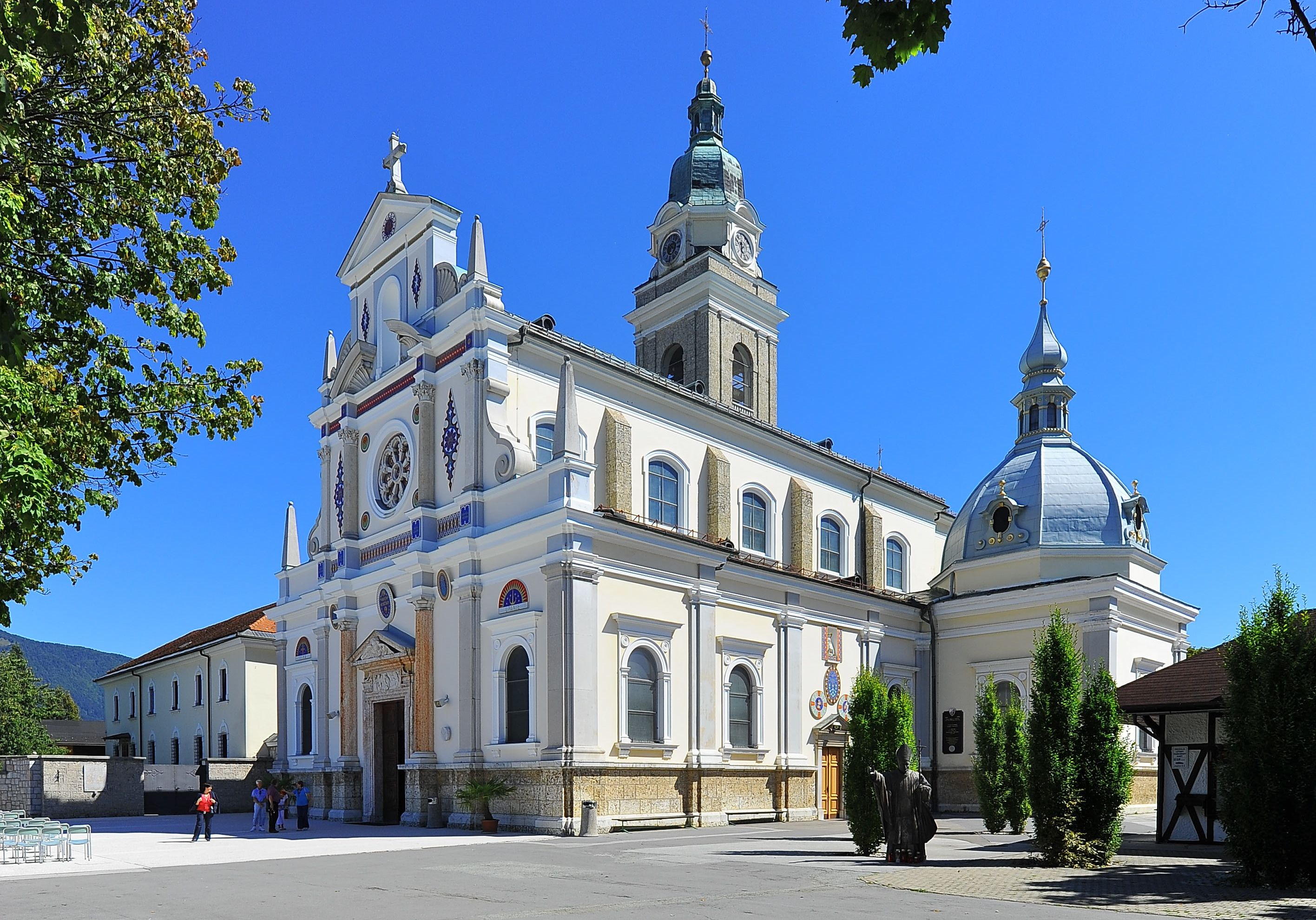
Église paroissiale et de pèlerinage Saint Veit à Brezje, commune de Radovljica ,Haute-Carniole

La religion en Slovénie désigne ici une synthèse de l'état actuel (2020) des comportements religieux observables sur le territoire de l'actuelle Slovénie, dont la Constitution de 1991 dispose que la Slovénie n'a plus de religions d'État ni officielles : son article 41 précise que « la manifestation de la religion et des autres convictions est libre ».

## Appartenances vers 2000
La religion en Slovénie peut être illustrée par ce tableau sur l'appartenance religieuse des citoyens Slovènes selon le recensement de la population de 1991 et 2002.
| Religion | 1991 (%) | 2002 (%) |
| --- | -------- | -------- |
| Catholique | 71,6     | 57,8     |
| Orthodoxe | 2,4      | 2,3      |
| Évangélique | 0,7      | 0,8      |
| Autres protestants | 0,1      | 0,1      |
| Autres chrétiens | 0,1      | 0,1      |
| Islam | 1,5      | 2,4      |
| Judaïsme | 0        | 0        |
| Orientale | 0        | 0,1      |
| Autre | 0        | 0        |
| Agnostique | 0        |          |
| Croyants mais n'appartenant pas à une religion                                                                         | 0,2      | 3,5      |
| Non croyants, athées                                                                                                   | 4,4      | 10,1     |
| Ne souhaitant pas répondre                                                                                             | 4,2      | 15,7     |
| Non connu | 14,6     | 7,1      |
| Source : Bureau des statistiques de la république de Slovénie, Recensement de la population, Maisons et Ménages, 2002. |          |          |

Selon le sondage d'opinion de 1992, seulement 20 % des adultes slovènes croient en un « Dieu personnel » (39 % supplémentaires ont dit qu'ils croyaient en un « Dieu étant un esprit éthéré » ou un « Dieu étant une force de vie »).
En 1997 :
- 24 % de la population Slovène croyaient en l'existence de Dieu sans aucun doute ;
- 29 % des citoyens adultes croyaient en la Résurrection ;
- 37,5 % des Slovènes croyaient au paradis et 24 % à l'enfer.

Pour environ la moitié des personnes répondant (51 %), elles se déclarent religieuses à leur manière, et seulement 18 % religieuses selon la doctrine de l'Église. Les résultats d'une étude internationale connue comme Aufbruch der Kirchen suggèrent des conclusions similaires.
Utilisant ces informations, Niko Toš démontre (avec une analyse extensive de 15 variables mesurant les trois dimensions de religiosité : orthodoxie, croyance en Dieu et croyance en la vie après la mort) que :
- approximativement 1/5 (19 %) des Slovènes répondent pratiquer une religiosité d'Église,
- 1/5 (21 %) pratiquent une religiosité autonome,
- 3/5 (60 %) ne sont pas religieux.

Une comparaison des sept pays d'Europe de l'Est et Centrale concernant ce sondage montre la Slovénie (avec la République tchèque et la Hongrie) au plus bas de l'échelle de la religiosité, avec la Pologne et la Croatie au plus haut. (Toš, 1999).

## Repères en 2020
Dans ce pays d'environ 2 000 000 habitants (diasporas non comprises), en 2018, les déclarations de croyance se synthétisent ainsi :
- Christianisme (60..75 %) :
  - Église catholique en Slovénie (57..73 %), près de 1 500 000 croyants, en 2017, Conférence épiscopale slovène
    - Éparchie grecque-catholique de Križevci (en), église catholique orientale

  - Église orthodoxe (2..2,5 %), principalement aux populations d'ascendance serbe, Métropole de Zagreb et de Ljubljana (Église orthodoxe serbe)
  - Évangélisme (~1 %), Confession d'Augsbourg, Église protestante de la Confession d'Augsbourg en Slovénie (en) principalement en Prekmurje
  - Autres églises (~1 ‰)
- Autres religions :
  - Islam en Slovénie, 2..3 % de la population, soit environ 50 000 croyants, dont 80 % de Bosniaques (et/ou Musulmans (nationalité)) et 10 % d'origine albanaise
  - Judaïsme en Slovénie : histoire des Juifs en Slovénie, dont il reste environ 1 000 croyants (dont 130 officiellement enregistrés comme tels), principalement à Ljubljana
  - Hindouisme en Slovénie (en), dont le nombre de croyants est estimé en 2013 à 620
  - Bouddhisme en Slovénie, dont le nombre approcherait 1 000 pratiquants
  - Slovenski Staroverci[4] Vieux-Croyants slaves, Rodnovérie (Néopaganisme, Congrès européen des religions ethniques)
- Liberté de religion en Slovénie (en) :
  - Athées (~10 %)
  - Sans réponse (~10 %)

## Controverses
De 2000 à 2003, les nouvelles communautés religieuses ont de grandes difficultés à s'enregistrer : le nouveau directeur du Bureau des communautés religieuses affirme que la loi ne lui permet pas d'enregistrer (de nouvelles communautés) sur des bases correctes. Au moins exprime-t-il ainsi le besoin de réaliser une nouvelle loi. En juin 2003, la crise atteint son paroxysme. Le sujet est couvert, parmi d'autres organisations, par Forum 18. Avec l'aide d'avocats, les communautés religieuses ont eu gain de cause, et les enregistrements ont recommencé.

## Nouvelles régulations
La première mouture de la nouvelle loi est réalisée par le Pr Lovro Sturm (Chevalier de l'Ordre de Malte Militaire Souverain), sans aucun débat conséquent. De nombreuses discussions, à la Tv, radio, journaux et une majorité de personnes contre cette loi, ont certes lieu. De nombreux articles ont été modifiés avant que le projet atteigne le parlement. Cette loi a été décrite par de nombreuses personnes comme pauvrement écrite, inapte à résoudre de nombreuses difficultés, et ouvrant différentes "boites de Pandore" qui sont pensées pour pouvoir aider plus tard les églises dominantes. 
Une loi alternative est proposée au parlement par MP Ales Gulic. Mais le gouvernement de Janes Jansa souhaitait absolument faire adopter sa loi, et en conséquence n'offre presque aucune chance à la proposition de Gulic, bien que les professionnels en aient trouvé le texte bien meilleur, spécialement plus en accord avec le principe de séparation entre l'Église et l'État, qui est inclus dans la constitution slovène.
Un grand nombre d'articles sur ce sujet, clair et factuel, peuvent être trouvés sur le site internet d'une association Slovène appelée: "".